# Adnan Karaküçük
Ali Adnan Karaküçük (* 1927 in Kahramanmaraş; † 12. Juli 2005 in Izmir) war ein türkischer Politiker der Gerechtigkeitspartei AP (Adalet Partisi), der zwischen 1961 und 1965 Mitglied der Großen Nationalversammlung der Türkei sowie von 1968 bis 1980 Mitglied des Senats der Republik war. Er fungierte zudem von 1971 bis 1973 als Minister für Jugend und Sport.

## Leben
Ali Adnan Karaküçük, Sohn von Abdi Karaküçük und dessen Ehefrau Fatma Karaküçük, absolvierte ein Studium der Rechtswissenschaften an der Juristischen Fakultät der Universität Ankara. Nach deren Abschluss wurde er zunächst stellvertretender Richter am Gericht von Midyat und nahm daraufhin eine Tätigkeit als Rechtsanwalt auf. Er war außerdem Mitglied des Direktoriums und des Vorstands der Türkischen Zentralbank (Türkiye Cumhuriyet Merkez Bankası).
Bei der Wahl zur Nationalversammlung am 15. Oktober 1961 wurde Karaküçük für die Gerechtigkeitspartei AP (Adalet Partisi) zum Mitglied der Großen Nationalversammlung TBMM (Türkiye Büyük Millet Meclisi) gewählt und gehörte dieser als Vertreter von Kahramanmaraş in der zwölften Legislaturperiode vom 25. Oktober 1961 bis zum 10. Oktober 1965 an. Am 2. Juni 1968 erfolgte seine Wahl zum Mitglied des Senats der Republik (Cumhuriyet Senatosu), dem er als Vertreter von Kahramanmaraş bis zum Militärputsch am 12. September 1980 angehörte.
Am 11. Dezember 1971 wurde Adnan Karaküçük im Kabinett Erim II, der 34. Regierung der Türkei, Minister für Jugend und Sport (Gençlik ve Spor Bakanı) und bekleidete dieses Amt vom 22. Mai 1972 bis zum 15. April 1973 auch in der darauf folgenden 35. Regierung, dem Kabinett Melen. Er war zeitweise auch Mitglied der Parlamentarischen Versammlung der NATO.
Er war verheiratet und hatte zwei Kinder.